# Nonthawat Klinchampasri
Nonthawat Klinchampasri (thailändisch นนทวัฒน์ กลิ่นจำปาศรี; * 10. März 1997 in Bangkok) ist ein thailändischer Fußballspieler.

## Karriere
Nonthawat Klinchampasri erlernte das Fußballspielen in der Jugendmannschaft des Erstligisten Muangthong United in Pak Kret, einem nördlichen Vorort der Hauptstadt Bangkok. Hier unterschrieb er 2018 auch seinen ersten Profivertrag. Die Saison 2019 wurde er an den Ligakonkurrenten Nakhon Ratchasima FC aus Nakhon Ratchasima ausgeliehen. Für Korat absolvierte er fünf Spiele in der ersten Liga, der Thai League. 2020 erfolgte eine Ausleihe zum Udon Thani FC. Der Verein aus Udon Thani spielte in der zweiten Liga, der Thai League 2. Für den Zweitligisten absolvierte er 18 Ligaspiele. Im Juni 2021 kehrte er zu Muangthong zurück. Zu Beginn der neuen Saison 2021/22 wechselte er erneut auf Leihbasis zum Zweitligisten Ayutthaya United FC. Für den Klub aus Ayutthaya bestritt er 25 Zweitligaspiele. Die Hinserie 2022/23 spielte er auf Leihbasis beim Drittligisten Khon Kaen FC in Khon Kaen. Mit Khon Kaen spielte er in der North/Eastern Region der Liga. Die Rückrunde spielte er zehnmal in Hua Hin auf Leihbasis bei dem in der Western Region spielenden Drittligisten Hua Hin City FC. Nach Vertragsende bei Muangthong unterschrieb er im Sommer 2023 einen Vertrag beim Zweitligisten Kasetsart FC. Nach insgesamt vier Ligaspielen wurde sein Vertrag Ende Dezember 2023 nicht verlängert. Im Januar 2024 verpflichtete ihn der Drittligist Lopburi City FC.

## Sonstiges
Nonthawat Klinchampasri ist der Zwillingsbruder von Chutikom Klinchampasri.